# رود معجن (تربت حيدريه)
رود معجن (بالفارسية:روستای رود معجن)، هي إحدى القری التابعة لريف بایك في قسم بایك من مقاطعة تربت حيدريه، في محافظة خراسان رضوي الإيرانية.

## السكان
- حسب إحصاءات سنة 2006، بلغ إجمالي السكان في هذه القرية 956 نسمة موزعين على 330 مسكن.[2]

## وصلات خارجية
- إدارة مقاطعة تربت حيدريه.[وصلة مكسورة]
- بلدية تربت حيدريه.
- إدارة تعليم تربت حيدريه.